# Ponta de Humaitá
A Ponta de Humaitá é um acidente geográfico costeiro brasileiro localizado no bairro de Monte Serrat, na Península de Itapagipe, em Salvador, município do estado da Bahia. Seu nome Humaitá vem do tupi-guarani e significa "pedra preta".
Abriga um conjunto arquitetônico formado pela Igreja e mosteiro de Monte Serrat, o antigo Iate Clube de Monte Serrat e casas no estilo do século XIX, além do Farol de Monte Serrat, construído no começo do século XX para guiar as embarcações que passavam pela região. No dia 8 de março acontece a festividade do Presente de Iemanjá de Humaitá, na qual baianas e populares levam oferendas e pedidos à orixá considerada rainha das águas.
Em 2019, a Prefeitura Municipal de Salvador realizou reformas na Ponta de Humaitá, cuja infraestrutura inclui quadra, sanitários, áreas destinadas à contemplação e a roda de capoeira e rampas para cadeirantes.
O bairro do Monte Serrat, segundo alguns historiadores, se inicia com Tomé de Sousa que, cumprindo ordens do rei de Portugal D. João III, procura um lugar para construir uma grande povoação e um forte. O Forte de Nossa Senhora de Monte Serrat - conhecido como Forte de São Felipe até o início do século XIX – foi construído em 1583 para servir como base militar, defendendo, juntamente com o Forte de Santo Antônio, o acesso norte da cidade. Monte Serrat é uma referência à devoção a Nossa Senhora de Montserrat, imagem espanhola trazida por um padre jesuíta.
Geologicamente, a Ponta de Humaitá representa um grande depósito de conglomerados da Formação Salvador, Bacia do Recôncavo, depósitos de leques deltaicos associados à Falha de Salvador.

## Igreja
A Igreja de Nossa Senhora de Monte Serrat, situada na Ponta de Humaitá, historiadores do Iphan (Instituto do Patrimônio Histórico e Artístico Nacional) têm duas versões para sua fundação, que remonta ao fim do século XVI ou início do século XVII. Teria sido construída por um militar espanhol, devoto da Virgem de MonSerrote, ou erguida pela família Garcia d'Ávila. Posteriormente, teria sido doada aos beneditinos, ou em 1609, pelos próprios Garcia d'Ávila, ou em 1658, pelo governador da época, Francisco de Sousa. Sua planta é atribuída ao arquiteto italiano Baccio da Filicaia. A frase “A virgem foi concebida sem pecado original” está grafada no portão principal da Igreja, de arquitetura típica às capelas rurais da Bahia. Sua torre, revestida de azulejos e terminação piramidal se destaca, assim como o alpendre ou copiar da Igreja, reconstruído em 1969, quando seu frontão rococó foi suprimido. O altar-mor, do século XVIII, é oriundo da Igreja de São Bento, tendo sido mutilado em 1930 para ser adaptado à Capela. Suas imagens em barro cozido da Senhora de Monte Serrat e de São Pedro Arrependido, obras do Frei Agostinho da Piedade, estão guardadas no Mosteiro de São Bento. Ao lado há um pequeno Mosteiro, de dois pavimentos, com construção datada de 1679. Na parte externa, uma grande balaustrada contorna a Igreja.